# 雪浪街道
雪浪街道，是中华人民共和国江苏省无锡市滨湖区下辖的一个乡镇级行政单位。

## 历史沿革
大浮镇。2006年7月20日，无锡市人民政府撤销滨湖区滨湖镇，在原辖区基础上设立滨湖街道办事处。8月31日，市政府将原太湖街道的石塘村、向阳村、许舍村、葛埭村、望溪村、板桥村等；原滨湖街道的长广村、原滨湖街道的山军嶂村山水东路以东、盘龙路以北区域划出，设立雪浪街道办事处，办事处驻浪溪路。

## 行政区划
雪浪街道下辖以下地区：
龙川社区、长广社区、石塘社区、望溪社区、许舍社区、葛埭社区、板桥社区、雪浪社区、南苑社区、大浮社区、军嶂社区、西林社区、吴塘社区、滨湖社区、裕新社区、南泉社区、南湖社区、贡湖社区和壬港社区。